# Instrument de navigație

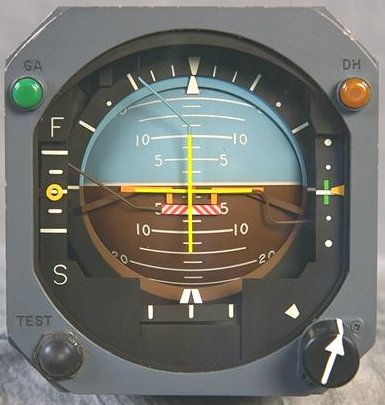
Un instrument de navigație giroorizont

Instrumentele de navigație sunt instrumente utilizate de navigatori nautici și piloți de nave aeriene  și spațiale ca instrumente ale lor de lucru. Scopul acestora în navigație este de a stabili poziția de moment și pentru a determina viteza, direcția navigației, etc. pentru a ajunge într-un  port, aeroport sau la punctul de destinație.